# Particionamiento recursivo
El particionamiento recursivo es una técnica estadística de análisis multivariante. Su objetivo es el de construir árboles de decisión que modelen la influencia de una serie de variables explicativas sobre la variable objetivo de un estudio estadístico.
En función de la naturaleza, discreta o continua, de la variable objetivo, los árboles construidos suelen denominarse árboles de clasificación o de regresión.
Los modelos construidos con dicha técnica rivalizan con otros más tradicionales de la estadística —por ejemplo, regresiones logísticas— o de la inteligencia artificial, como los basados en redes neuronales.

## Historia
Esta técnica fue introducida por Leo Breiman en 1984. Hoy en día existen diversas implementaciones de estas técnicas que desarrollan el concepto original y diversos paquetes estadísticos son capaces de construir árboles basados en dichos principios. 

## Software
La implementación original del algoritmo de los autores es mantenida y desarrollada por Salford Systems y tiene el nombre comercial de CART
El lenguaje de programación R incluye el paquete rpart que permite construir dichos modelos.